# Michael Nedo
Michael Nedo (* 1940 in Bautzen) ist der Direktor des Wittgensteinarchivs in Cambridge. Nedo machte zunächst eine Lehre als Werkzeugmacher, dann studierte er Mathematik, Physik und Zoologie. Seit 1992 ist er Direktor des Wittgensteinarchivs und Ersteller vieler Sammlungen von Ludwig Wittgensteins Werken und Notizen.
Die Arbeit Nedos am Nachlass Wittgensteins war Gegenstand von teilweise heftigen Kontroversen, die auch in der Presse dargestellt wurden.

## Werke
- Philosophische Bemerkungen. Band 1, 1999, ISBN 3-211-83266-1.
- Ludwig Wittgenstein. Wiener Ausgabe mit 15 Bänden, ISBN 3-211-82500-2.
- Synopse der Manuskriptbände. 2000, ISBN 3-211-82562-2.
- als Herausgeber: Ludwig Wittgenstein. Ein biographisches Album. Verlag C. H. Beck, München 2012, ISBN 978-3-406-63987-6.